# L
L je 12. písmeno latinské abecedy.
- V biochemii je L symbolem pro aminokyselinu leucin.
- V biologické taxonomii odkazuje L. na Carla von Linné.
- Ve fyzice je L označením pro indukčnost.
- V chemii l označuje kapalinu (z lat. liquidus).
- V soustavě SI je l nebo L značkou pro jednotku objemu litr.
- L je mezinárodní poznávací značkou Lucemburska.
- Mezi římskými číslicemi je L symbolem pro číslici padesát.
- V oděvním průmyslu je L označení velikosti (z angl. large).
- Výrazné označení L na automobilu označuje vozidlo autoškoly (z angl. learner).
- Mezinárodní grafický symbol pro litografii.
- Písmeno L může také označovat směr či polohu levý, vlevo (z angl. left).
- V informatice a teorii logických systémů označuje dolní úroveň hladiny signálu (z angl. Low level)
- V japonském anime seriálu Death Note nese pseudonym L jedna z hlavních postav.
- V mnohých překladech Bible je L zkratka pro evangelium podle Lukáše
- V herní kultuře se písmenem L označuje ten, kdo prohrál (z angl. Loser)